# Martha Roby
Martha Dubina Roby (Montgomery, 26 de juliol de 1976) és una política i advocada estatunidenca, representant de l'Estat d'Alabama a la Cambra de Representants.
Abans de ser elegida al Congrés havia treballat en un despatx d'advocats i havia estat regidora de l'Ajuntament de la ciutat de Montgomery. Des d'aquest càrrec va defensar l'increment del preu de les cigarretes i s'oposà a la privatització de la gestió de residus municipals, dues polítiques que es podrien qualificar d'esquerres, malgrat que militi al partit conservador.